# 库尔蒙 (埃纳省)
库尔蒙（法語：Courmont，法語發音：[kuʁmɔ̃]）是法国上法蘭西大區埃纳省的一个市镇，属于蒂耶里堡区。

## 地理
库尔蒙（49°8'55"N, 3°34'33"E）面积9.86 平方千米，位于法国上法蘭西大區埃纳省，该省份为法国北部内陆省份，北起北部省，西接索姆省和瓦兹省，东临阿登省和马恩省，西南至塞纳-马恩省，东北部与比利时接壤。
与库尔蒙接壤的市镇（或旧市镇、城区）包括：勒沙尔梅勒、谢尔日、塔德努瓦地区弗雷讷、龙谢尔、马恩河畔特雷卢。

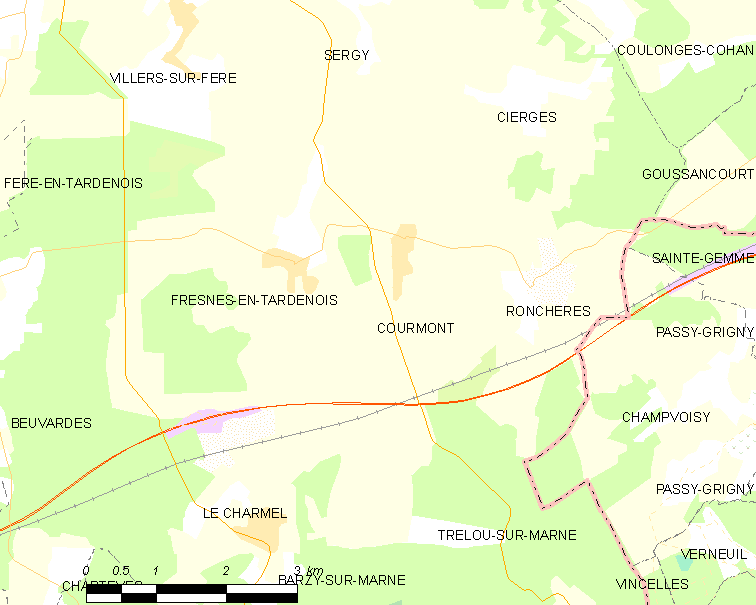
的OSM定位图

库尔蒙的时区为UTC+01:00、UTC+02:00（夏令时）。

## 行政
库尔蒙的邮政编码为02130，INSEE市镇编码为02227。

## 政治
库尔蒙所属的省级选区为塔德努瓦地区费尔县。

## 人口

1962-2008年间人口变化图示

库尔蒙于2022年1月1日时的人口数量为123人。